# Покрово-Никольская церковь
Покро́во-Нико́льский храм, морской храм в честь Покрова Божией Матери и во имя святителя Николая, архиепископа Мирликийского. Покрово-Никольский храм — один из трёх православных храмов в портовом городе Литвы — Клайпеде; заложенный в 2000 году храм — первое и единственное здание в городе, возведённое с соблюдением канонов традиционного православного церковного зодчества.
Адрес храма: улица Смильтялес 14а (Smiltelės g. 14а), Клайпеда.
Духовенство храма: настоятель протоиерей Григорий Негурица, священники Виктор Тимонин, Александр Оринка.
Сегодня православие — вторая по численности религиозная конфессия Литвы после католичества. В современной Литве православие в основном исповедует верующее русскоязычное население страны (8 %), в первую очередь русские, белорусы и украинцы, поэтому оно наиболее представлено в крупных городах страны: Вильнюс, Клайпеда, Висагинас. В Клайпеде, где большую часть населения составляют моряки и их семьи, на данный момент находится три православных храма. В 2000 году в «спальном» районе Клайпеды Смильтяле был заложен Покрово-Никольский храм. Храм во имя Всех святых, в земле Российской просиявших, находящийся на лютеранском кладбище, долгое время был единственным храмом в городе. Ещё один православный храм — во имя мучениц Веры, Надежды, Любови и матери их Софии, разместился в стенах школы на ул. Деберецено, 48.
Покрово-Никольский храм имеет два придела. Главный придел освящен в честь Покрова Пресвятой Богородицы. Второй — в честь святителя Николая, покровителя всех путешествующих и моряков. Убранство храма и его территории выполнены с преобладанием морских элементов. Важное значение в жизни не только храма, но и города стало возведение на территории храма поклонного креста с высеченной на нем молитвой всех уходящих в море.

## История

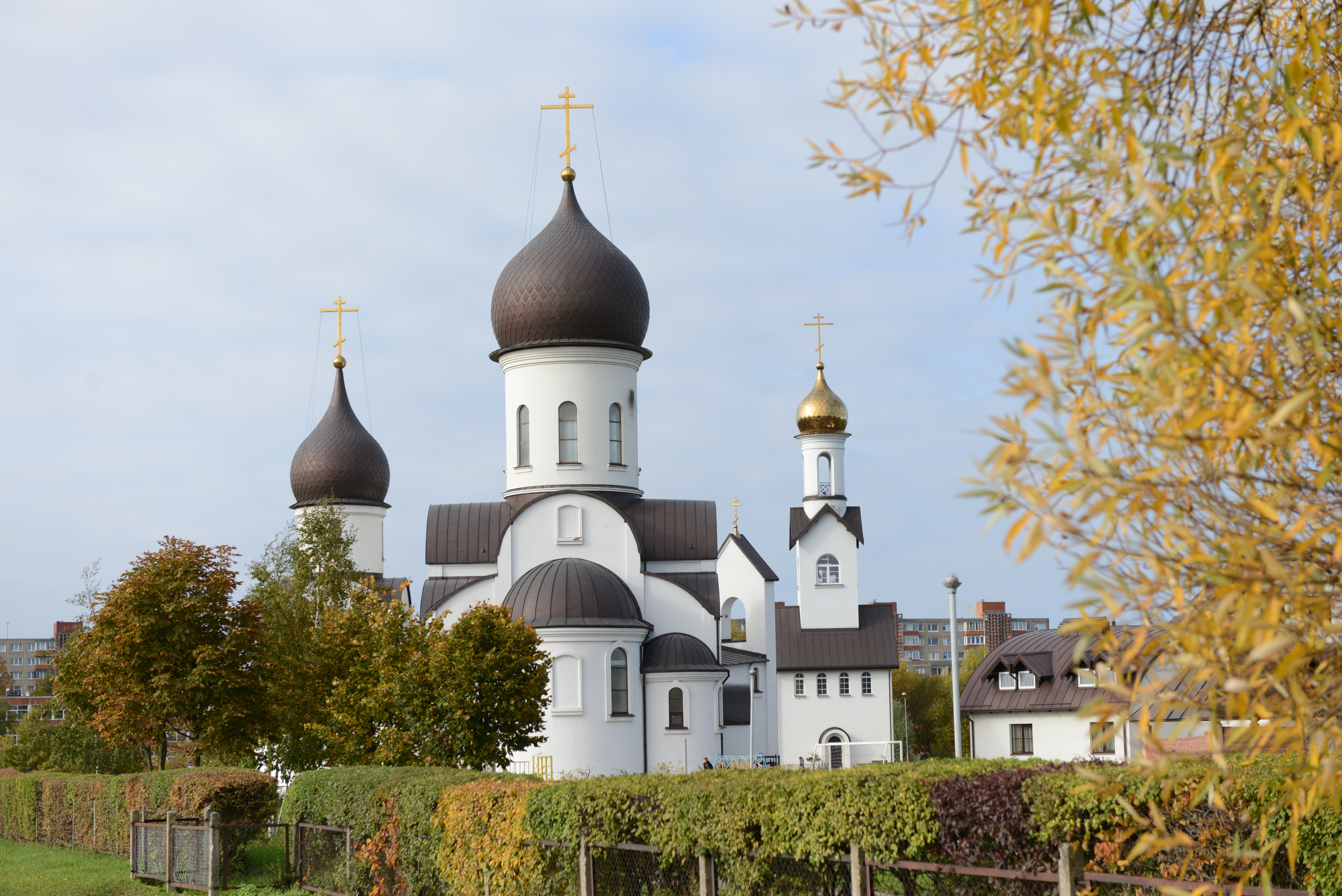
Покрово-Никольский храм

В 1998 году был издан закон о передаче религиозным организациям имущества религиозного назначения, воспользовавшись которым настоятель Всехсвятского храма архимандрит Антоний (Буравцев) и протоиерей Илия Шапиро разработали и подали на утверждение в городское самоуправление план о строительстве Покрово-Никольского храма. Ими была выбрана площадка для новой церкви и оформлены необходимые юридические документы. Наиболее удобным городским районом представлялся район Смильтяле. Спустя два года, 13 июля 2000 года, состоялась закладка камня и Святых мощей в основании храма. Чин освящения места закладки Покрово-Никольского храма возглавил благочинный клайпедского округа архимандрит Антоний Буравцев. Также в освящении принимали участие иерей Илия Шапиро, иерей Виктор Тимонин, иерей Владимир Артамонов и иеромонах Алексий (Бабич). Автором проекта клайпедского храма стал российский зодчий Дмитрий Борунов.

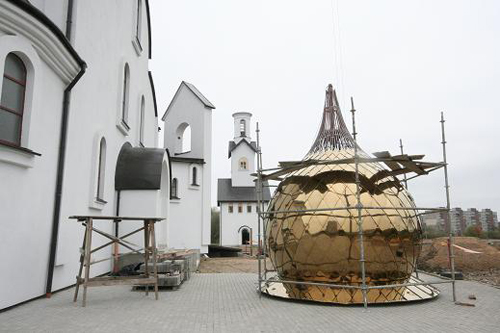
Строительство храма

Для сбора средств на строительство храма проводились разнообразные акции и мероприятия. Жители города принимали участие в безвозмездных работах по возведению, оборудованию и благоустройству храма. Среди самых впечатляющих была Рождественская акция 2000 года, её организаторами выступили Ассоциация русских школ Клайпеды и Общество христианского просвещения «Слово». По городу распространили подписные листы, священнослужители Клайпеды обратились к общественности с призывом поддержать благородное движение.
За год строительства здание подвели под крышу. В Никольском (малом) приделе установили «Голгофу» и временный иконостас, работы вильнюсского резчика по дереву Владимира Подгорного.
12 декабря 2001 года в Никольском (малом) приделе храма было совершено первое Богослужение и первая Литургия настоятелем храма святых мучениц иереем Илией Шапиро и духовенством клайпедского благочиния.
Недостаток материальных средств и организационные ошибки повлияли на то, что в 2001 году работы приостановились почти на три года. Но, несмотря на все сложности, Богослужения в Никольском (малом) приделе совершались регулярно по субботам, воскресеньям и праздничным дням. Не доведенная до конца постройка не была поставлена на консервацию, а потому подвергалась разрушению, и для того, чтобы продолжить работы понадобилось приложить много усилий, в том числе и материальных.

По благословению правящего архиерея митрополита Хризостома 25 января 2004 года ответственным за возведение Покрово-Никольского храма был назначен новый настоятель — благочинный Каунасского округа, настоятель каунасского Благовещенского собора протоиерей Анатолий Стальбовский. Так как в приходе на то время уже не оставалось средств, пришлось прибегать к помощи спонсоров, ими стали жертвователи Александр Попов, Владимир Стефанов, Владимир Романов. В весенне-летний период 2004 года были активно восстановлены строительные работы.

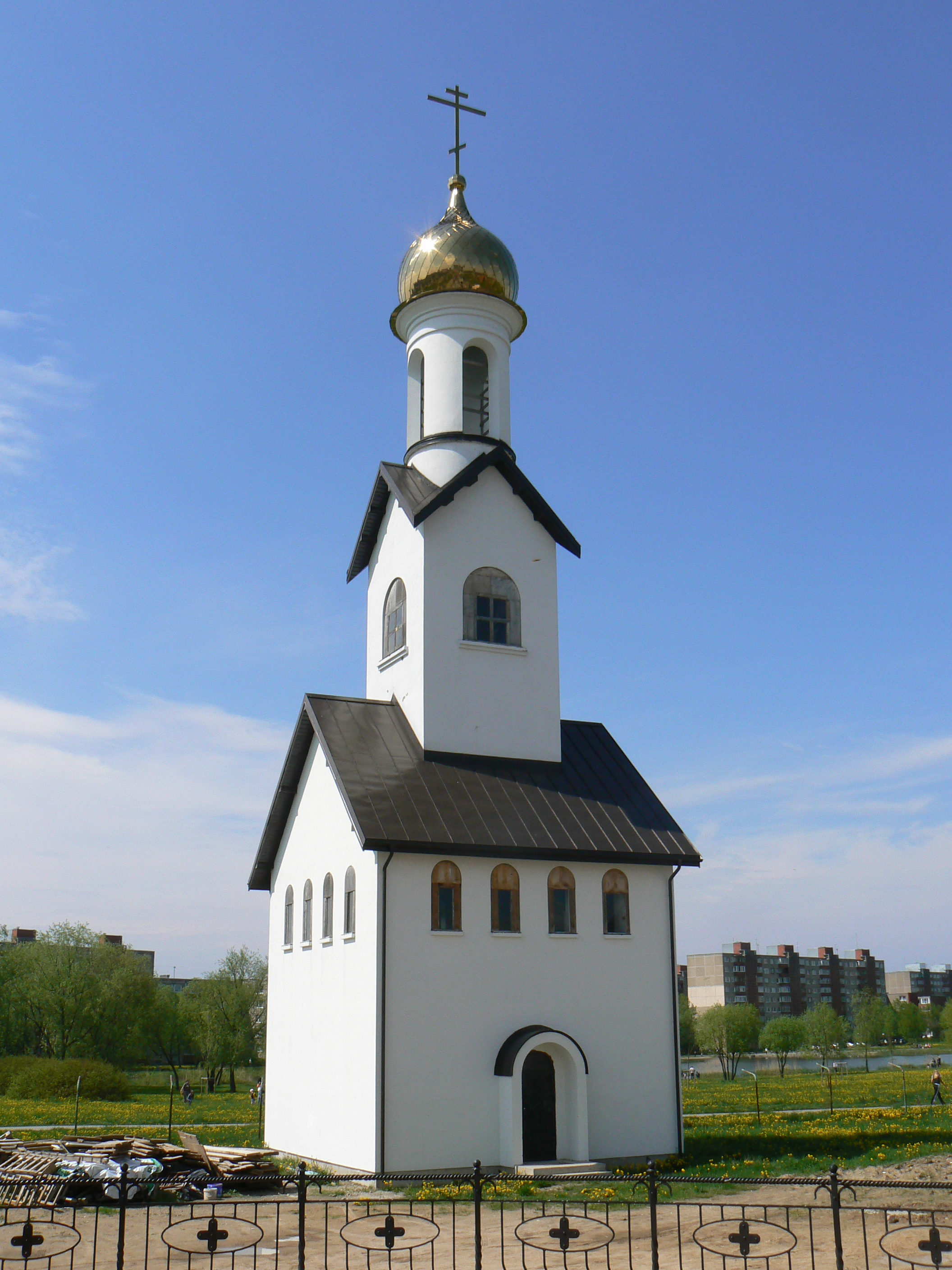
Колокольня

30 июня 2004 года состоялось торжественное воздвижение первого креста над куполом Никольского (малого) придела храма.
8 октября 2004 года главный купол над Покровским (большим) приделом увенчали крестом. Воздвижение возглавил благочинный клайпедского округа протоиерей Анатолий Стальбовский.
1 февраля 2005 года новостроящийся храм посетил Владыка митрополит Виленский и Литовский Хризостом. И уже на Пасху 2005 года открыли оштукатуренный и просушенный Покровский (большой) придел.
В августе 2007 года был установлен иконостас главного Покровского придела, который был освящен на праздник Покрова Божией матери митрополитом Вильнюсским и Литовским Хризостом. В 2007 году начались строительные работы по возведению колокольни, выполненной в том же древнерусском стиле, что и храм, и церковный дом. И уже в октябре были установлены купол и крест новой колокольни. В то же время в подвальном помещении храма открывается Воскресная школа, а чуть позже — в 2008 году состоялась закладка приходского дома.
Не прошло и года, как 7 января 2009 года состоялось освящение класса Воскресной школы в приходском доме настоятелем протоиереем Анатолием Стальбовским, иереем Григорием Негурицей и иереем Олегом Штельманом. Осенью 2009 года был проведен первый праздник Воскресной школы в новой трапезной, в которой и по сей день прихожане большой дружной семьей собираются за праздничным столом.
Большой гордостью приходского дома стала библиотека, открытие которой состоялось 7 февраля 2010 года. Коллекция её составляет большое число как религиозной, так и светской литературы: книги по истории, философии, искусству и разных познавательных энциклопедий. Спустя два года, 10 октября 2012 года, состоялось торжественное открытие нового читального зала, который готов принять всех желающих.
15 апреля 2011 года почил настоятель протоиерей Анатолий Стальбовский. Новым настоятелем архиепископом Виленским и Литовским Иннокентием был назначен протоиерей Григорий Негурица, являющийся настоятелем храма и по сей день. Несмотря на то, что строительство храма и храмового комплекса уже завершено, работы по благоустройству и украшению храма совершаются регулярно. Так, в 2012 году состоялась установка нового иконостаса Никольского (малого) придела, выполненного мастерами из Сербии, в 2013 году русскими мастерами был расписан малый придел храма, в 2015 году установлен поклонный крест. На данный момент ведется роспись главного придела храма и ведутся работы по установке кованой ограды храма, выполненной местными мастерами с элементами морской тематики.
Несколько раз в год Покрово-Никольский храм посещает архиепископ Виленский и Литовский Иннокентий, совершая Божественные литургии как в престольные праздники, так и в другие праздничные дни.

## Архитектура и убранство

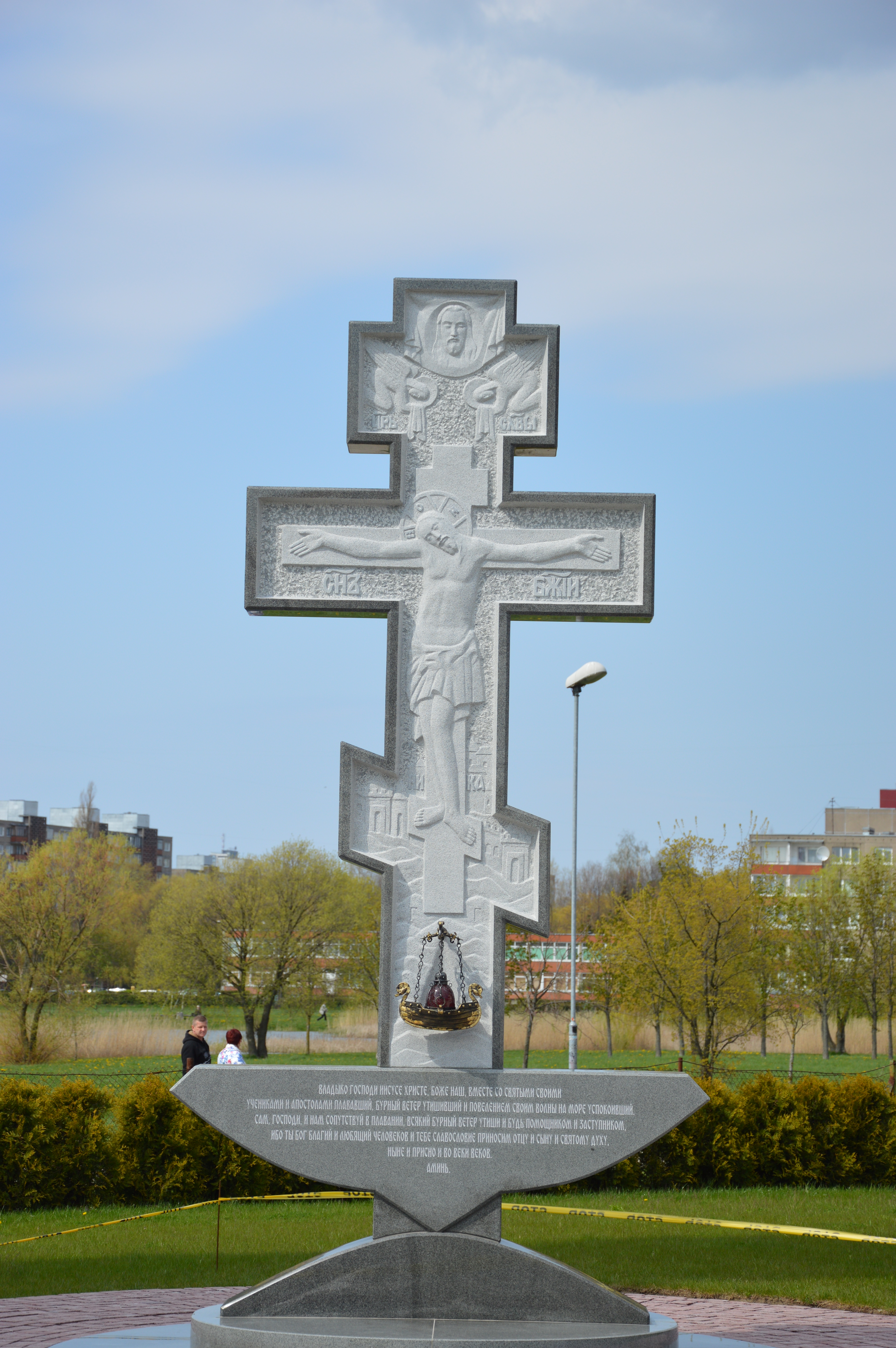
Поклонный крест

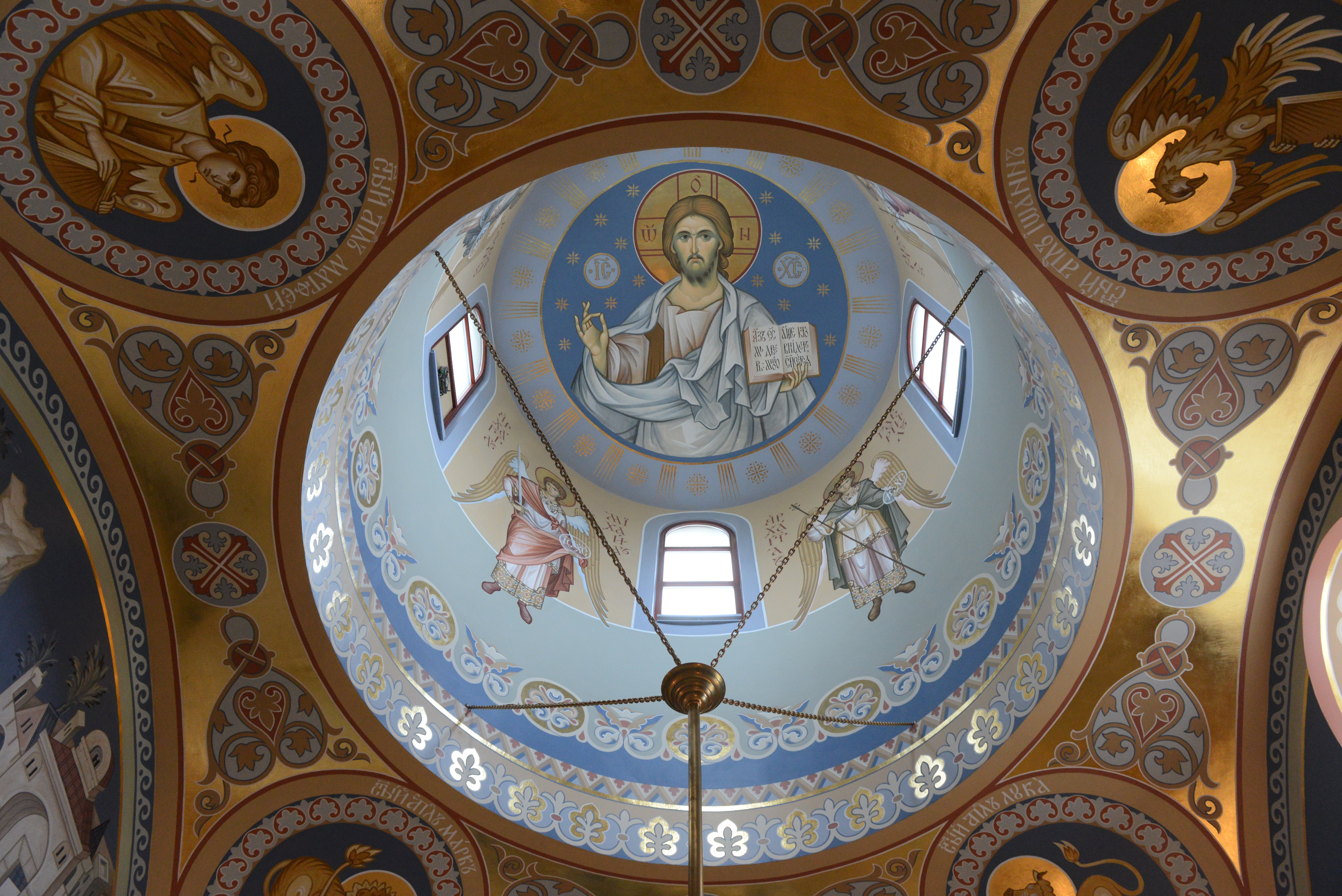
Никольский придел храма

Архитектурное решение храма основано на применении крестово-купольной конструкции, традиционной для православного зодчества. Комплекс зданий церкви включает храм с двумя приделами, колокольню и церковный дом, в котором действует библиотека и Воскресная школа для взрослых и детей, проводятся лекции для прихожан. Традицией также стало проведение выставок прикладного искусства, концертов народной музыки, детских праздников, викторин, литературных и тематических православных вечеров.
Храм состоит из двух приделов; большой придел (вмещает до 500 человек) освящен в честь Покрова Богородицы, меньший — во имя святителя Николая, архиепископа Мирликийского. Оба придела создают впечатление двух отдельных храмов, вплотную приближенных друг к другу.
Храм венчают два купола, форма которых напоминает шлем древнерусских воинов. Комплекс завершает колокольня с куполом, стоящая отдельно от храма. Пожертвованные ктитором храма Александром Поповым, 10 колоколов украшают Покрово-Никольский храм. Они изготовлены лучшими уральскими мастерами. На главном колоколе вытеснена икона Святителя Николая. Колокола были развешены в октябре 2011 года по чертежам и разметкам профессионального звонаря Ирины Крыловой из Паланги. Настройку и оснастку осуществлял местный мастер-умелец Александр.
Основной иконостас храма выполнен в Пензе художниками мастерской «Дабор».
В мае 2012 года временная перегородка между алтарём и основной частью Никольского придела была заменена на стационарный иконостас, выполненный в Сербии. Монтаж иконостаса осуществлялся сербским мастером в содружестве с работниками и прихожанами храма.
Стараниями ктитора храма Александра Попова, в конце 2012 — начале 2013 годов храм достойно украсили выдержанные в едином стиле подсвечники и ажурная ограда на солеях обоих приделов — работы российских мастеров, а также изысканная (в смысле — неожиданно найденная) лампада к новой иконе святителя Николая Чудотворца, специально привезённая со Святой Земли, из Каны Галилейской. Сама икона святителя Николая была написана специально для Покрово-Никольского храма мастерами палехской школы иконописцев. В центре житийной иконы (в среднике) располагается изображение святого Николая Чудотворца, а по краям в отдельных композициях (клеймах) отображаются истории из жизни святителя, важнейшие её моменты и совершённые им ещё при жизни чудеса. В угловых клеймах расположены изображения: Покрово-Никольского храма и храма Всех святых, в земле Российской просиявших в Клайпеде, храма в честь Иверской иконы Божией Матери в Паланге и Свято-Духова монастыря в Вильнюсе.
Никольский (малый) придел храма украшает роспись. Выполнена роспись художниками иконописной артели «Лик» (Палех) под руководством иконописца Олега Шуркуса. Установить конкретное направление росписи Никольского придела сложно, многие элементы являются авторскими. Многие элементы в росписи относятся к морской тематике: повествования о жизни апостола Андрея Первозванного, о явлении Спасителя своим ученикам при море Тивериадском, чудесах о спасении утопающих святителем Николаем. Уникальными в росписи являются исторические сюжеты о подвигах праведного воина, адмирала Российского флота Феодора Ушакова, икона с частицею мощей которого была подарена храму в 2012 году архиепископом Виленским и Литовским Иннокентием.

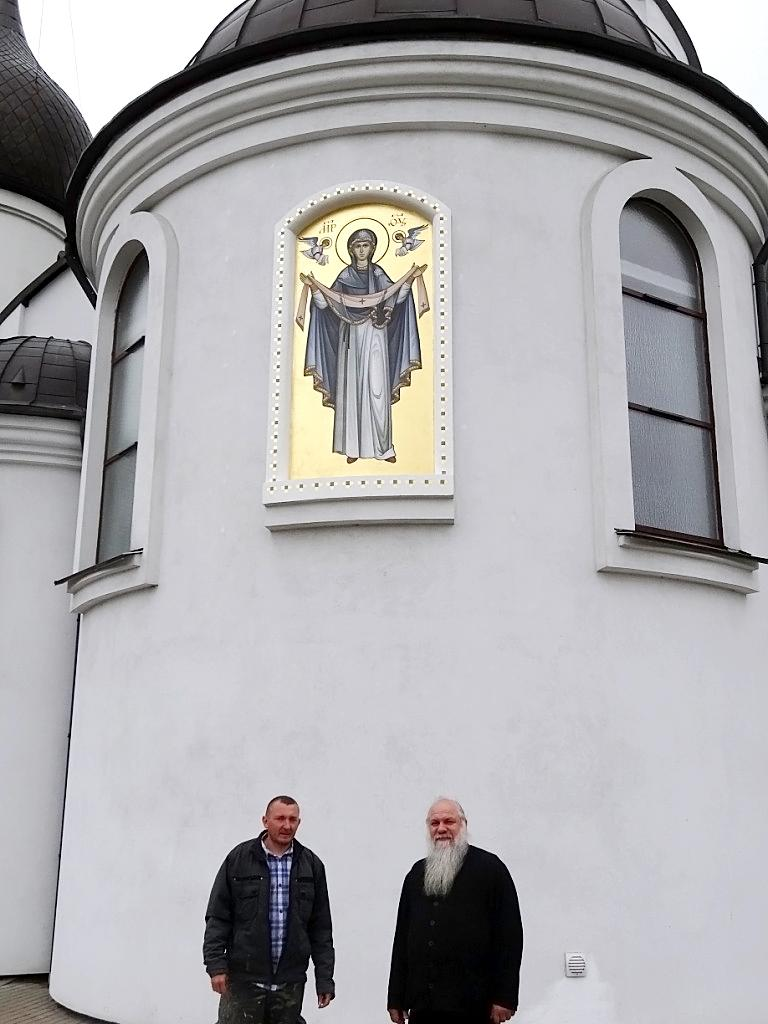
Внешняя роспись стен

В верхней части алтарной абсиды — образ Богоматери, «Знамение». Это один из самых почитаемых в русском православии образ Пресвятой Богородицы. В «барабане» купола, ближе всех к образу Иисуса Христа, располагаются архангелы: Рафаил, Гавриил, Уриил и Михаил. На так называемых «парусах», поддерживающих купол, изображены символические фигуры евангелистов — лев, орёл, ангел, телец. Всё расположено согласно иерархии, в порядке старшинства. Ниже, на колоннах, в полный рост и в восьми медальонах — святители, святые, наиболее чтимые в этом приходе, мученики, русские князья, и в том числе благоверные князья Дмитрий Донской и Александр Невский. Всего — около 120 фигур. Освящение росписи Никольского придела состоялось 19 декабря 2013 года архиепископом Виленским и Литовским Иннокентием.
Летом 2014 года была завершена роспись внешних стен храма. Выполнили роспись мастера художественной артели «Лик» г. Палех под руководством Олега Шуркуса. На центральном фасаде алтаря изображена икона Покрова Божией Матери. Над иконой Божией Матери написан нерукотворный образ Иисуса Христа, ещё называемый «Убрус». На алтарной части придела Святителя Николая Чудотворца изображена икона самого святого, покровителя моряков и путешествующих. На южной части придела Святителя Николая изображена икона Святой Троицы, почитаемая как один из важнейших образов. Также фасад украшает икона Архангела Михаила во весь рост.
10 декабря 2014 года на территории храмового комплекса был установлен поклонный крест. Пятиметровый гранитный памятник выполнен в виде якоря местным скульптором Арунасом Сакалаускасом из карельского гранита. Крест украшает оригинальная лампада. Выполнена она руками клайпедского кузнеца Михаила Недоведеева в форме ладьи. Мерцающий внутри свет словно маяк призывает всех ко Христу и странствующих в родной дом. 22 мая 2015 года состоялось праздничное открытие поклонного креста, которое объединило не только православных верующих, но и представителей других христианских конфессий города и представителей власти.